# Belgorodska ljudska republika
Belgorodska ljudska republika, tudi Bilgorodska ljudska republika (po ukrajinskem imenu mesta), skrajšano BLR (rusko Белгородская Народная Республика) — ukrajinski internetni meme, ki je nastal 1. aprila 2022 med rusko invazijo na Ukrajino po eksplozijah v okolici Belgoroda.

## Etimologija
Ime »Belgorodska ljudska republika« izhaja iz imen samooklicanih »ljudskih republik« Donecka (DLR) in Luganska (LLR) - separatistični kvazidržavni entiteti v Ukrajini, ustvarjeni s podporo Rusije. Na ukrajinskih družbenih omrežjih so se pojavile šale, kjer BLR predstavlja satiro o vojni v Donbasu, ki je privedla do razglasitve »DLR« in »LLR«.

## Zgodovina
Ukrajinski bloger in aktivist Sergij Sternenko je prvič omenil Belgorodsko ljudsko republiko, ko je 1. aprila 2022 na svojem Telegram kanalu objavil posnetke zaslona članka, v katerem je pisalo, naj se prebivalci Belgoroda zberejo na referendumu o »samoodločitvi Belgorodske ljudske republike«, ki naj bi se zgodil 3. aprila 2022. Pojavil se je tudi članek o »volitvah« predsednika BLR, za mesto katerega so kandidirali Sergij Sternenko, Sergij Stepanenko in Timofej Vjakin (priimek »Stepanenko« je nastal kot posledica napačnega branja priimka »Sternenko«, »Timofij Vjakin« pa kot rezultat fotomontaže na kateri je bil upodobljen Sternenko v vojaški uniformi ob znaku za Belgorod, eden od prebivalcev mesta pa je Sergija »prepoznal« kot »Timofija Vjakina« in trdil, da je fotografija bila posneta leta 2016).
Istega dne se je Oleksij Danilov, sekretar Sveta za nacionalno varnost, med oddajo na nacionalni televiziji pošalil o Belgorodski oblasti, ki jo je poimenoval Belgorodska ljudska republika.
Danilov je 4. maja 2022 v televizijskem intervjuju izjavil, da obstaja možnost vojaških operacij na ozemlju Rusije, a za uresničitev takšnega scenarija mora ustrezati več dejavnikov, ter dodal, da ne izključuje, da bodo na ozemlju Rusije nastale tudi »ljudske republike« kot so Belgorodska ljudska republika, Kurska ljudska republika in Brjanska ljudska republika.
15. maja 2022 so se v Belgorodu začeli širiti pozivi k ustanovitvi Belgorodske ljudske republike, na katerih je pisalo »Legija svoboda Rusije je že začela svoje delo« (rusko Легион «Свобода России» уже начал свою работу). Legija svoboda Rusije je ruska protivladna vojaška organizacija. Kasneje je legija zanikala vpletenost v širjenje letakov in okrivila FSB, ki naj bi letake širila po navodilih ruske vlade, da bi diskreditirala legijo in jih obtožila separatizma.
22. februarja 2023 so v mestu Šebekino v Belgorodski ljudski republiki odjeknile eksplozije, ko so granate zadele nakupovalni center in povzročile požar. Na družbenih omrežjih so se pojavile šale, da je to Kurska ljudska republike, ki je že večkrat streljala na BLR.
12. maja 2023 je v Varšavi potekala tiskovna konferenca, na kateri so povzeli rezultate državnega spletnega referenduma o samoodločbi republik Ruske federacije. Glasovanje o neodvisnosti petih regij Rusije: Königsberg (Kaliningrad in Kaliningrajska oblast), Ingrija (Sankt Peterburg in Leningrajska oblast), Kuban (Krasnodarski okraj), Sibirija in Ural je potekalo od 16. do 28. februarja 2023. Referendum je organiziralorganizacijski odbor nacionalnega spletnega referenduma o samoodločbi ruskih republik. Na tiskovni konferenci so napovedali začetek novih referendumov za samoodločbo in neodvisnost še petih regij — Ljudske republike Čuvašija, Karelija, Belgorod, Novgorod in Voronež, ki so potekale od 15. do 30. junija 2023.
22. maja 2023 sta ruski prostovoljni korpus in legija svoboda Rusije vdrla na ozemlje Belgorodske oblasti in poročala o zavzetju vasi Kozinka, kasneje pa še o zavzetju vasi Gora-Podil in Glotove  ter približevanje središču okrožja, mestu Grajvoron. To je spodbudilo velik porast memov o BLR na ukrajinskih družbenih omrežjih. Vpad so opisovali kot »vojno za neodvisnost Belgorodske ljudske republike« in »posebno vojaško operacijo za osvoboditev BLR«. Na ruski Wikipediji so se pojavile spremembe članka o vodji Glavnega obveščevalskega direktorata Ukrajine, Kirilu Budanovu, in ga »imenovali« za guvernerja Belgorodske oblasti. Ukrajinci so se začeli posmehovati »uspehu« »posebne vojaške operacije« (Rusija vojne v Ukrajini ne imenuje vojna), na družbenih omrežjih je bila objavljena fotografija vojakov, ki držijo zastavo Belgorodske ljudske republike.
GreenPost je 7. junija 2023 opravil intervju z enim od voditeljev partizanskega gibanja »BLR«, ki se je zaradi varnosti odločil ostati anonimen.
8. junija 2023 je GreenPost intervjuval Romana Strigunkova, vodjo ruske evromajdanske legije in uradnega vodjo partizanskega gibanja BLR ter utemeljitelja idej Belgorodske ljudske republike. Roman je zagovarjal ločitev Belgorodske oblasti iz rašistične Rusije in priključitev Ukrajini. V intervjuju je Strigunkov izjavil: »Na referendumu bo postavljeno vprašanje vključitve Belgorodske oblasti v Ukrajino z začasnimi avtonomnimi pravicami«. Belgorod je leta 1918 bil del Ukrajinske države pod Pavlom Skoropadskim ter 1919 začasna prestolnica Ukrajinske ljudske republike.
22. januarja 2024, na dan enotnosti Ukrajine, je predsednik Ukrajine Volodimir Zelenski podpisal odlok »O ozemljih Ruske federacije, zgodovinsko poseljenih z Ukrajinci«, ki predvideva obnovo in ohranjanje zgodovinskega spomina Ukrajincev, ki živijo v na ozemlju Rusije, uvedbo ustreznih pravic za etnične manjšine, pravico do izobraževanja v ukrajinskem jeziku in prosto uporaba jezika. Na družbenih omrežjih so se pojavile šale, da bo Belgorodska ljudska republika na ta način »obnovljena«.
12. marca 2024 so ruski prostovoljni korpus, legija svoboda Rusije, bataljon Sibirija in oborožene sile Čečenske republike Ičkerije vdrle na ozemlje Belgorodske in Kurske oblasti, kar je povzročilo nov val memov o Belgorodski in Kurski ljudski republiki.